# Paul Bartels
Paul Bartels (* 7. Dezember 1874 in Berlin; † 23. Januar 1914 in Königsberg, Ostpreußen) war ein deutscher Anatom.
Der Sohn des Anthropologen Maximilian Bartels (1843–1904) studierte Medizin in Heidelberg und Berlin (u. a. bei Wilhelm von Waldeyer), wurde 1897 mit der Arbeit „Über Geschlechtsunterschiede am Schädel“ promoviert. Er war zunächst Volontärassistent an den anatomischen Instituten der Universitäten Berlin und Greifswald. 1902 wurde er Assistent an der Berliner Anatomie und 1912 an der Greifswalder, wo er Privatdozent mit Professorentitel wurde. Er habilitierte sich nach Königsberg um und begann dort kurze Zeit zu lehren, starb aber schon 1914 mit 39 Jahren.
Er untersuchte 15.000 Schädel und publizierte aus diesem Fundus unter anderem zu Schädel- und Skelettresten der Bronzezeit. Seine Schädelvermessungen galten schon zu seiner Zeit als spleenig, unter anderem meinte er eine biologische Unterlegenheit von Frauen aus deren Schädeln herauslesen zu können. Kurz vor seinem Tod hat er dem Studenten Heinrich Friedrich Bernhard Zeidler fünf Hereroköpfe für seine Dissertation „Beiträge zur Anthropologie der Herero“ zur Verfügung gestellt.  Zu Karl von Bardelebens Handbuch der Anatomie des Menschen verfasste er die Anatomie des Lymphgefäßsystems, die sein wissenschaftliches Ansehen beförderte.
Wie sein Vater war er an den Neuauflagen von Das Weib in der Natur- und Völkerkunde von Hermann Heinrich Ploss beteiligt.